# 古尔马尔格
古尔马尔格（Gulmarg），是印度查谟-克什米尔邦Baramula县的一个城镇。总人口664（2001年）。

## 人口
该地2001年总人口664人，其中男性655人，女性9人；0—6岁人口1人，其中男0人，女1人；识字率96.23%，其中男性为97.25%，女性为22.22%。